# Palermo FC
Palermo Football Club este un club de fotbal din Palermo, Italia, care evoluează în Serie B. Echipa joacă meciurile de acasă pe Stadio Renzo Barbera cu o capacitade de 39.000 locuri.

## Titluri
- Coppa Italia

Grafic reprezentând poziția în clasament pe sezoane a formației US Palermo începând cu sezonul 1929–1930 până în sezonul 2006–2007

- Finaliști (3): 1973–74, 1978–79, 2010–11

- Serie B

- Campioni (5): 1931–32, 1947–48, 1967–68, 2003–04, 2013-14
- Locul secund (1): 1958–59

- Serie C

- Campioni (1): 1941–42, 1945–46

- Serie C1

- Campioni (2):  1992–93, 2000–01
- Locul secund (3): 1984–85, 1990–91

- Serie C2

- Campioni (1): 1987–88

- Coppa Italia Serie C

- Câștigători (1): 1990–91

- Coppa Federale Siciliana

- Câștigători (1): 1920

## Președinți
Mai jos sunt scriși președinții clubului în ordine cronologică:
| - Edward De Garston (1900) - Michele Vannucci del Corbo (1903) - Ignazio Majo Pagano (1903) - Barone Sergio (1920) - Columbus (1924) - Barone Luigi Bordonaro (1929) - Francesco Paolo Barresi (1931) - Valentino Colombo (1934) - Giovanni De Luca (1935) - Valentino Colombo (1936) - Paolo Di Pietra (1937) - Salvatore Barbaro (1938) - Federico D'Arle (1941) - Giuseppe Agnello (1942) - Stefano La Motta (1947) - Giuseppe Guazzardella (1948) - Raimondo Lanza di Trabia (1951) - Barone Carlo La Lomia (1952) - Mario Fasino (1953) | - Ernesto Pivetti (1954) - Giuseppe Trapani (1955) - Arturo Cassina, G. Seminara (1956) - Casimiro Vizzini (1957) - Guglielmo Pinzero (1963) - Di Fresco, Barbaccia, Gorgone (1964) - Luigi Gioia (1965) - Giuseppe Pergolizzi (1967) - Renzo Barbera (1970) - Gaspare Gambino (1981) - Roberto Parisi (1982) - Salvatore Matta (1985) - Salvino Lagumina (1987) - Giovanni Ferrara (1989) - Liborio Polizzi (1993) - Giovanni Ferrara (1995) - Sergio D'Antoni (2000) - Maurizio Zamparini (2002) |  |

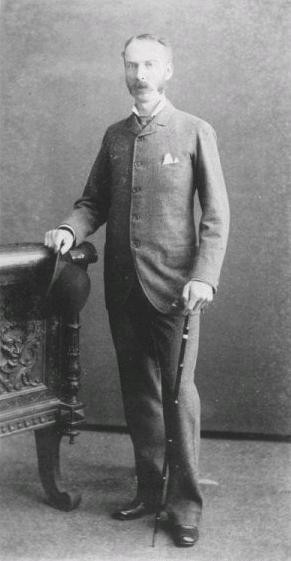
Joseph Whitaker, președinte onorific la începutul secolului al XX-lea